# Desmometopa srilankae
Desmometopa srilankae är en tvåvingeart som beskrevs av Curtis W. Sabrosky 1983. Desmometopa srilankae ingår i släktet Desmometopa och familjen sprickflugor.
Artens utbredningsområde är Sri Lanka. Inga underarter finns listade i Catalogue of Life.